# 迪氏眶燈魚
迪氏眶灯鱼（学名：Diaphus dehaveni）为輻鰭魚綱燈籠魚目灯笼鱼科的其中一種，分布於中西太平洋區的菲律賓海域，屬深海魚類，棲息深度可達247公尺。

## 扩展阅读
維基物種上的相關：迪氏眶灯鱼